# Bavay
Bavay (prononcer [bavɛ]) est une commune française située dans le département du Nord, en région Hauts-de-France.
Pendant l'Empire romain, Bavay était la « capitale » des Nerviens. Le forum gallo-romain et le musée départemental en témoignent.
La ville était anciennement le chef-lieu du canton de Bavay, également appelé le Bavaisis, avant que celui-ci ne disparaisse lors du redécoupage cantonal de 2014.

## Géographie

### Localisation
Bavay est une petite ville du Nord, située entre Valenciennes et Maubeuge, à 20 km de la première et 13 km de la seconde, en distances orthodromiques. La région de Bavay appartient géographiquement au Hainaut français.
Bavay est situé à six kilomètres de la frontière belge, près du Borinage.

### Communes limitrophes
| Houdain-lez-Bavay | Houdain-lez-Bavay | Taisnières-sur-Hon |
| Saint-Waast       | Bavay             | La Longueville     |
| Amfroipret Obies  | Mecquignies       | Audignies          |

### Géologie et relief
Bavay se trouve à une altitude d'à peu près 145 mètres sur le plateau éocène du Hainaut. Le Hainaut forme un plateau dont l'altitude moyenne s'élève rapidement à partir de la région de Valenciennes (22 m) vers l'Est (environ 150 m). La région se développe sur un socle géologique formé par la craie marneuse et des marnes. Des limons argileux recouvrent cette assise avec, par endroits de larges nappes de sables recouverts de limons.

### Hydrographie

#### Réseau hydrographique
La commune est située dans le bassin Artois-Picardie. Elle est drainée par le ruisseau de Bavay, le ruisseau d'Audignies, le ruisseau d'Avette, le ruisseau de Louvion, le ruisseau Des Marnières, le ruisseau Des Prés, le ruisseau Rico-Folie et un autre petit cours d'eau,.
Le ruisseau de Bavay, d'une longueur de 14 km, prend sa source dans la commune de Locquignol et se jette  dans 0 à L'Abergement-Clémenciat, après avoir traversé huit communes.

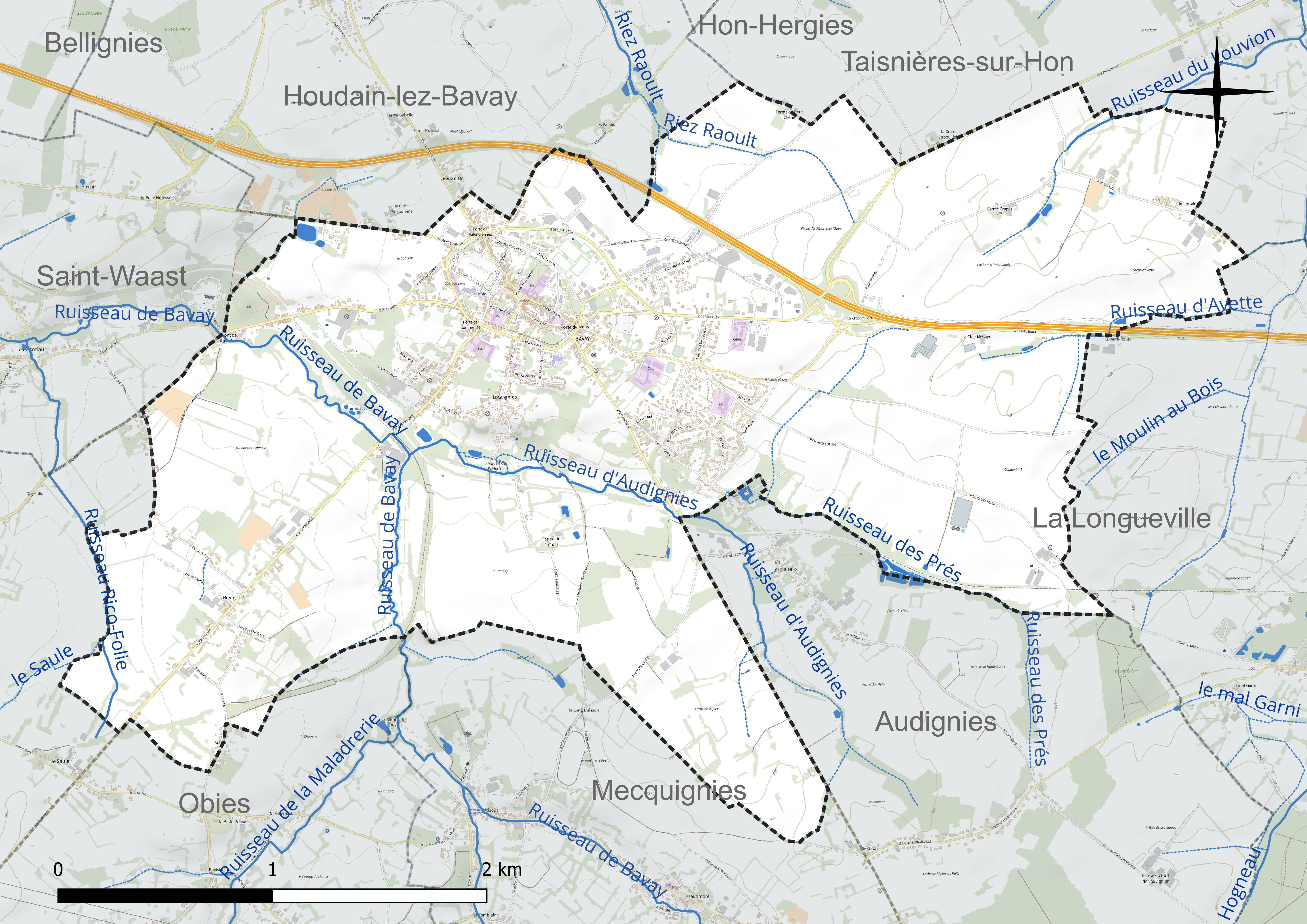
Réseau hydrographique de Bavay.

#### Gestion et qualité des eaux
Le territoire communal est couvert par le schéma d'aménagement et de gestion des eaux (SAGE) « Escaut ». Ce document de planification concerne un territoire de 2 005 km2 de superficie, délimité par le bassin versant de l'Escaut. Le périmètre a été arrêté le 9 juin 2006 et le SAGE proprement dit a été approuvé le 13 juillet 2021. La structure porteuse de l'élaboration et de la mise en œuvre est le syndicat mixte Escaut et Affluents (SyMEA).
La qualité des cours d'eau peut être consultée sur un site dédié géré par les agences de l'eau et l'Agence française pour la biodiversité.

### Climat
Pour des articles plus généraux, voir Climat des Hauts-de-France et Climat du Nord.
En 2010, le climat de la commune est de type climat des marges montargnardes, selon une étude du CNRS s'appuyant sur une série de données couvrant la période 1971-2000. En 2020, Météo-France publie une typologie des climats de la France métropolitaine dans laquelle la commune est exposée à un climat océanique altéré et est dans la région climatique  Nord-est du bassin Parisien, caractérisée par un ensoleillement médiocre, une pluviométrie moyenne régulièrement répartie au cours de l'année et un hiver froid (3 °C).
Pour la période 1971-2000, la température annuelle moyenne est de 9,7 °C, avec une amplitude thermique annuelle de 15 °C. Le cumul annuel moyen de précipitations est de 838 mm, avec 12,2 jours de précipitations en janvier et 9,7 jours en juillet. Pour la période 1991-2020, la température moyenne annuelle observée sur la station météorologique la plus proche, située sur la commune de Saint-Hilaire-sur-Helpe à 20 km à vol d'oiseau, est de 10,5 °C et le cumul annuel moyen de précipitations est de 802,4 mm,. Pour l'avenir, les paramètres climatiques de la commune estimés pour 2050 selon différents scénarios d'émission de gaz à effet de serre sont consultables sur un site dédié publié par Météo-France en novembre 2022.

### Transports
Bavay a possédé une gare ferroviaire, aujourd'hui désaffectée.
Elle possède toujours aujourd'hui une gare routière place du 11-Novembre, centre d'échange du réseau Arc-en-Ciel qui permet de relier en transport en commun Bavay à Maubeuge ou Valenciennes.
Il existe un parking gratuit pour les camping-cars au chemin de ronde face au stade municipal, ainsi que 2 parkings pour les poids-lourds : l'un au rond-point des serres, l'autre rue Georges Marcq.

## Urbanisme

### Typologie
Au 1er janvier 2024, Bavay est catégorisée bourg rural, selon la nouvelle grille communale de densité à sept niveaux définie par l'Insee en 2022.
Elle appartient à l'unité urbaine de Bavay, une agglomération intra-départementale regroupant trois  communes, dont elle est ville-centre,,. Par ailleurs la commune fait partie de l'aire d'attraction de Maubeuge (partie française), dont elle est une commune de la couronne,. Cette aire, qui regroupe 65 communes, est catégorisée dans les aires de 50 000 à moins de 200 000 habitants,.

### Histoire
Aux XIIIe-XIVe siècles, Bavay s'est développée à l'intérieur d'une muraille construite à partir de la muraille du Bas-Empire romain, depuis le forum sur une levée de terres qui ceinture le centre-ville aujourd'hui encore (sentier des Remparts). Le centre-bourg a continué à se développer jusqu'au début du XXe siècle. En 1946, la commune de Louvignies (avec le hameau de Buvignies) est rattachée à celle de Bavay pour permettre le désenclavement de la cité, concentrée dans l'enceinte des anciens remparts. À partir du milieu des années 1960, Bavay s'est surtout développée autour de ce centre historique, par la création de nombreuses résidences disséminées autour du centre-bourg.

### Occupation des sols
L'occupation des sols de la commune, telle qu'elle ressort de la base de données européenne d'occupation biophysique des sols Corine Land Cover (CLC), est marquée par l'importance des territoires agricoles (78,4 % en 2018), en diminution par rapport à 1990 (83,8 %). La répartition détaillée en 2018 est la suivante : 
terres arables (40,8 %), prairies (34,7 %), zones urbanisées (21,6 %), zones agricoles hétérogènes (2,9 %). L'évolution de l'occupation des sols de la commune et de ses infrastructures peut être observée sur les différentes représentations cartographiques du territoire : la carte de Cassini (XVIIIe siècle), la carte d'état-major (1820-1866) et les cartes ou photos aériennes de l'IGN pour la période actuelle (1950 à aujourd'hui).

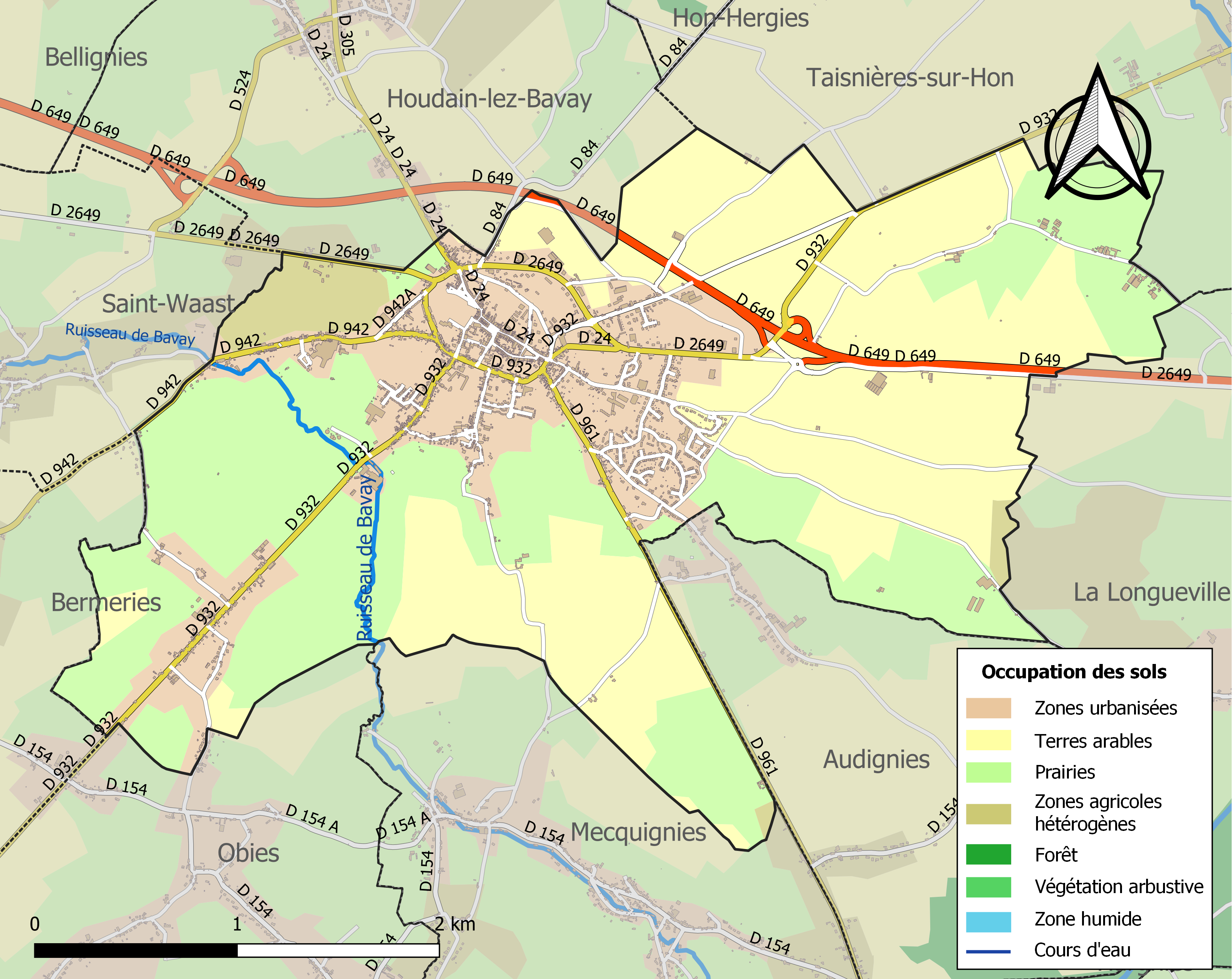
Carte des infrastructures et de l'occupation des sols de la commune en 2018 (CLC).

## Toponymie
Bagacum/Bagaco (300), Bacaco (365), Bavaca (869-75), Bavai (1793).
- Beukekom (« vallée des hêtres ») ou Beukegem (« domaine des hêtres ») en flamand.
- Du gaulois *bagos, (hêtre) (?).

## Histoire

### Le légendaire fondateur et l'histoire apocryphe
Après le cordelier Jacques de Guyse, Jean Wauquelin dans ses Chroniques du Hainault, manuscrit du XVe siècle, raconte que Bavo, un cousin de Priam, fuyant la ville de Troie investie, gagna après maintes aventures une terre hospitalière où il fit bâtir une cité qu'il appela «Belges», et qui serait l'actuelle Bavay. Selon Wauquelin, sept routes, dédiées aux planètes Jupiter, Mars, Vénus, Saturne, Mercure, le Soleil et la Lune, partaient des sept temples de la cité. Mais l'instauration d'une monarchie élective sonna le déclin de la «cité de Belges». Les Belges perdirent leur unité et ne purent résister aux invasions romaines. Cet épisode, et plus encore celui des sanglantes luttes intestines qui opposèrent la reine des Belges Ursa à l'ancien roi Ursus, a été considéré comme une fable par la plupart des historiens depuis le XIXe siècle.
Pourtant, plus de mille ans après les débuts des conquêtes de Rome, Aubert Le Mire et certains chroniqueurs du Hainaut évoquent encore Bavay sous le nom de «Rome la Belgique», ou Roma Belgica qu'avant eux, dans une historiographie apocryphe agglomérant d'autres sources plus anciennes, le chroniqueur et historien du Hainaut Jacques de Guyse appelait plus simplement «Belgis» («Belge»), nom dérivant selon lui de Belis (du Dieu Bel).
Divers auteurs et "antiquaires" (personnes étudiant l'antiquité) plus "modernes", dont Joseph Adolphe Aubenas, tout en reconnaissant un manque de preuves par l'archéologie, ont rappelé que d'autres textes, plus anciens et remontant au moins au Ier siècle de notre ère racontaient aussi que des Troyens étaient venus en Gaule et qu'ils y avaient fondé une grande ville. Ainsi, Aubenas, membre de la société royale des antiquaires de France, créée en 1804 avec pour but l'étude de la civilisation des Gaulois, de l'histoire et de l'archéologie françaises, estime en 1839 que Jacques de Guise n'a rien inventé, mais qu'il a seulement rapporté, ce que les anciens chroniqueurs avaient écrit bien avant lui. Aubenas cite en appui à la thèse rapportée par J de Guyse : Amien Marcellin et mieux Timagène selon qui « une partie de la population de la Gaule (selon les druides) était venue d'ïles lointaines et des régions transrhénanes, d'où elle avait été chassée soit par des guerres fréquentes soit par des débordemens maritimes ». Rucleri, Hunibaud ou d'autres chroniqueurs médiévaux n'ont pas inventé cette histoire dit J. Aubenas, car Timagène disait la même chose il y a plus de 2000 ans, et après lui, l'origine troyenne des Francs était aussi affirmée en France, « dans l'Epitome de Frédegaire et ses fragments et la chronique de Hunibaud, et Fréculphe, qui dans la première moitié du IXe siècle s'exprime en termes formels ».

### Époque gallo-romaine
La naissance de Bavay, après la conquête de la Gaule par César, résulte de la réorganisation du territoire par Auguste (sans doute entre -16 et -13). La Gaule est alors partagée en trois provinces, divisées en cités (civitates) : la région située entre la Seine et le Rhin forme la province de Gaule belgique (capitale : Reims), dans laquelle la cité des Nerviens occupe un vaste territoire compris entre l'Escaut, la Sambre et la Meuse. La ville de Bavay est alors créée pour être le centre de cette cité. De nombreux vestiges de céramique sont datés du Ier siècle av. J.-C..

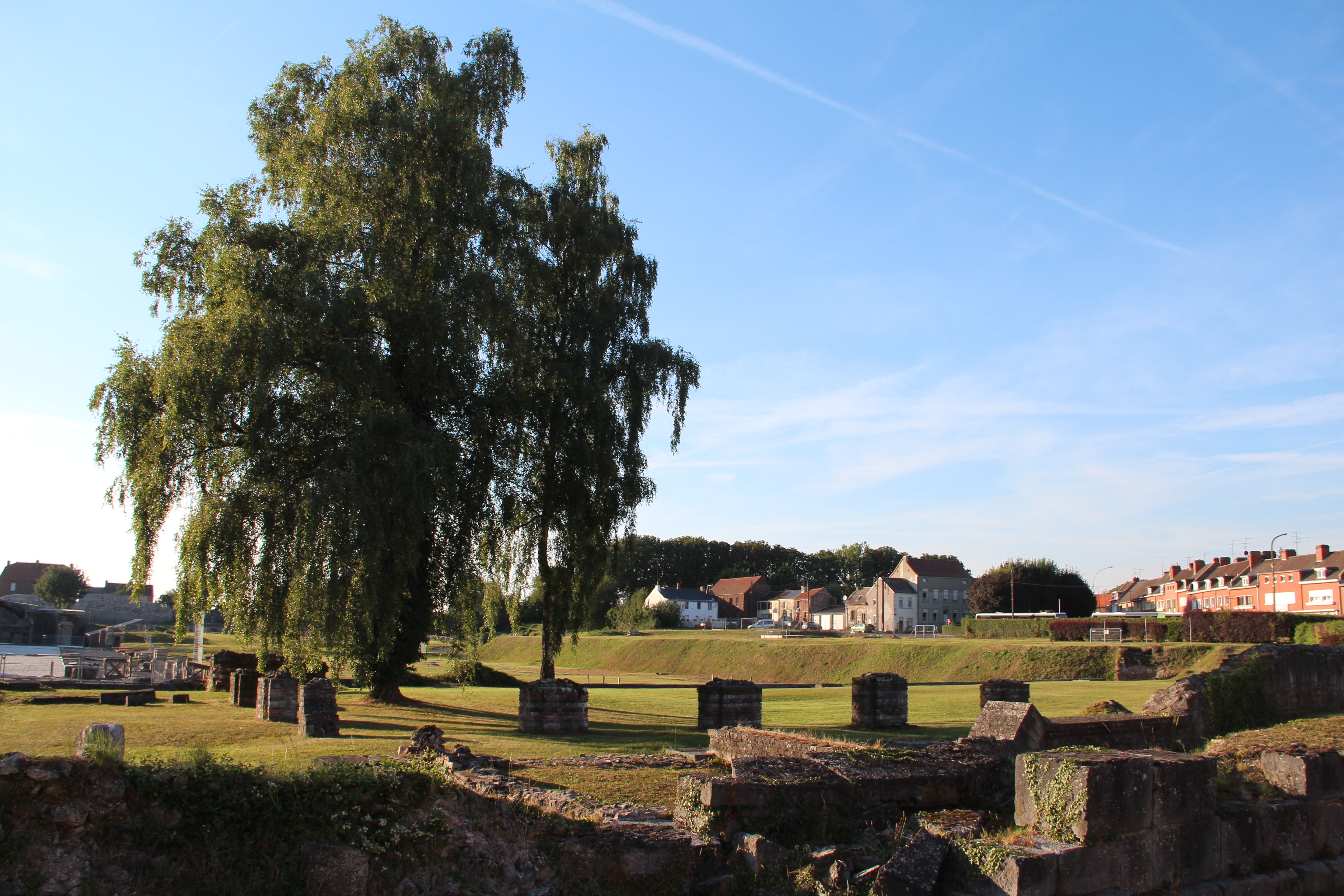
Forum Gallo-romain..
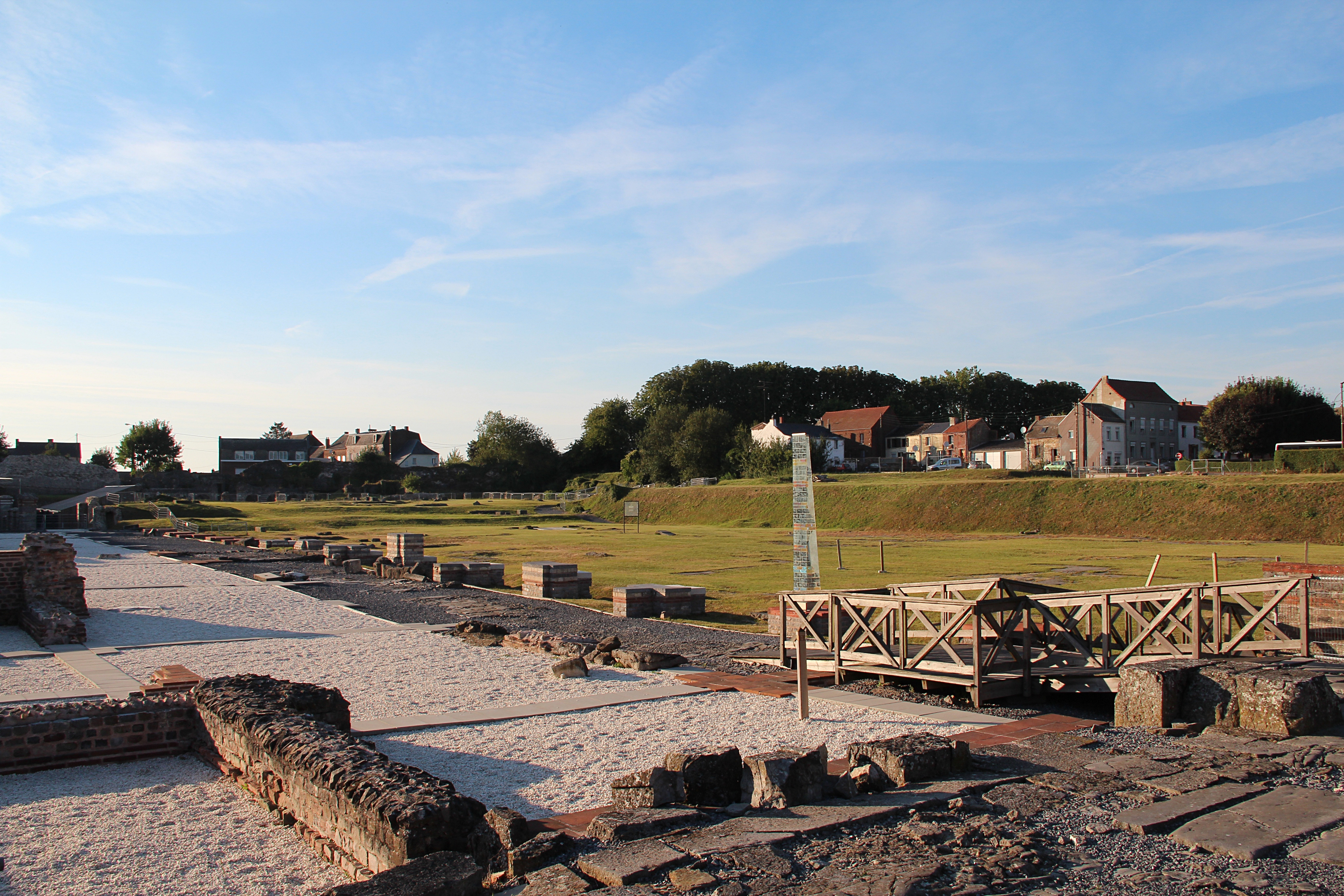
Vestiges du site archéologique.
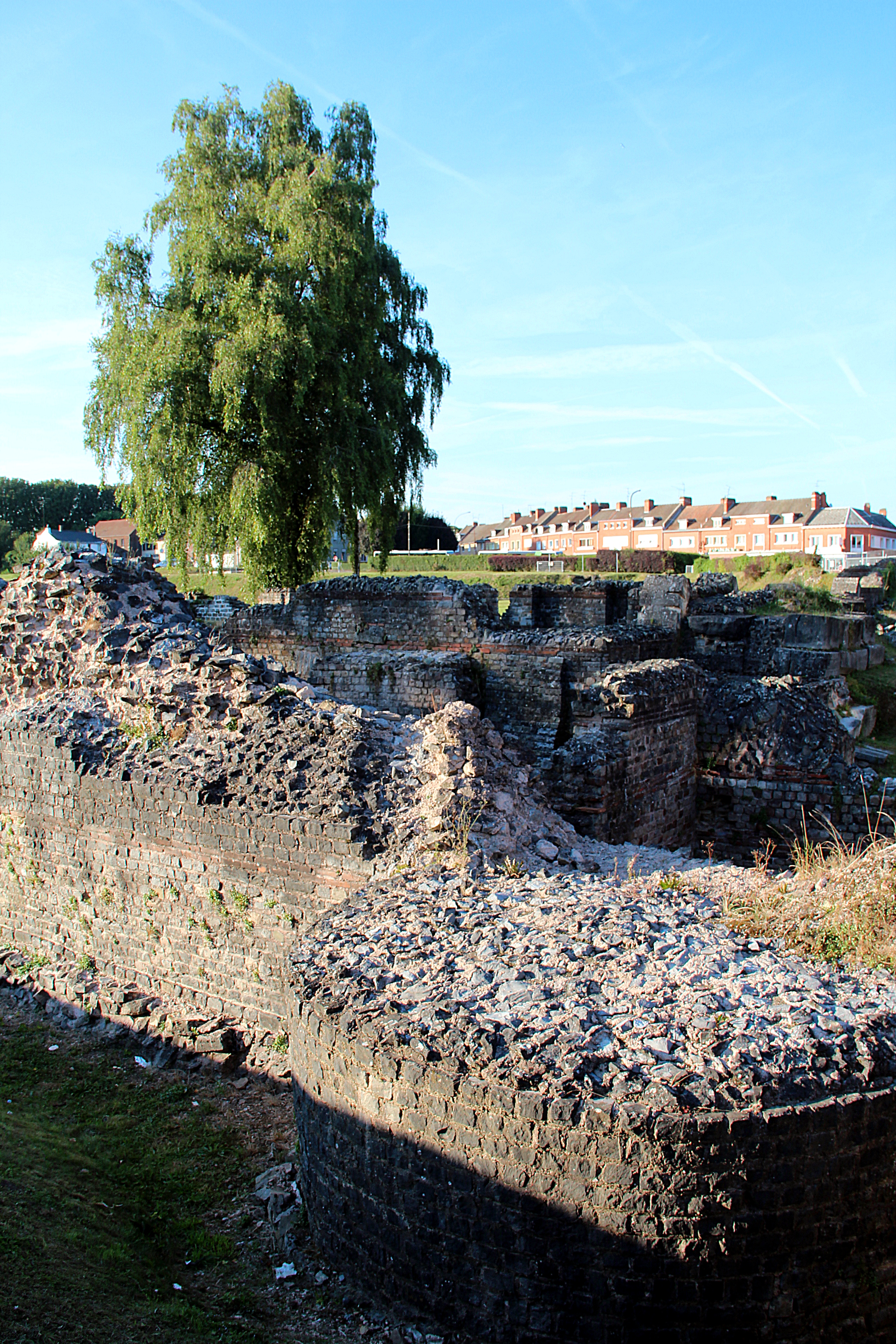
Vestiges du mur d'enceinte.
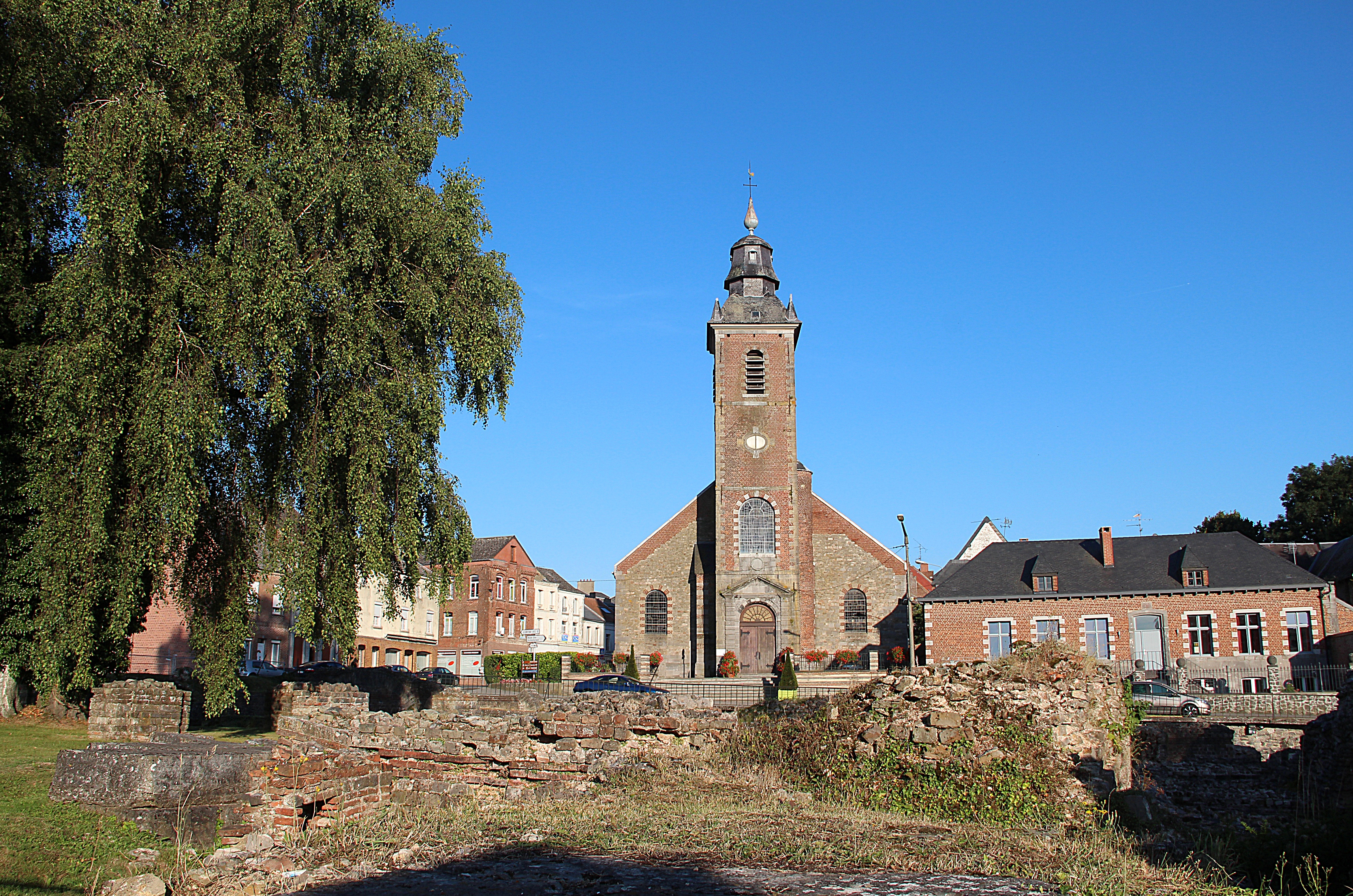
Vestiges aux abords de l'église Notre-Dame de l'Assomption.
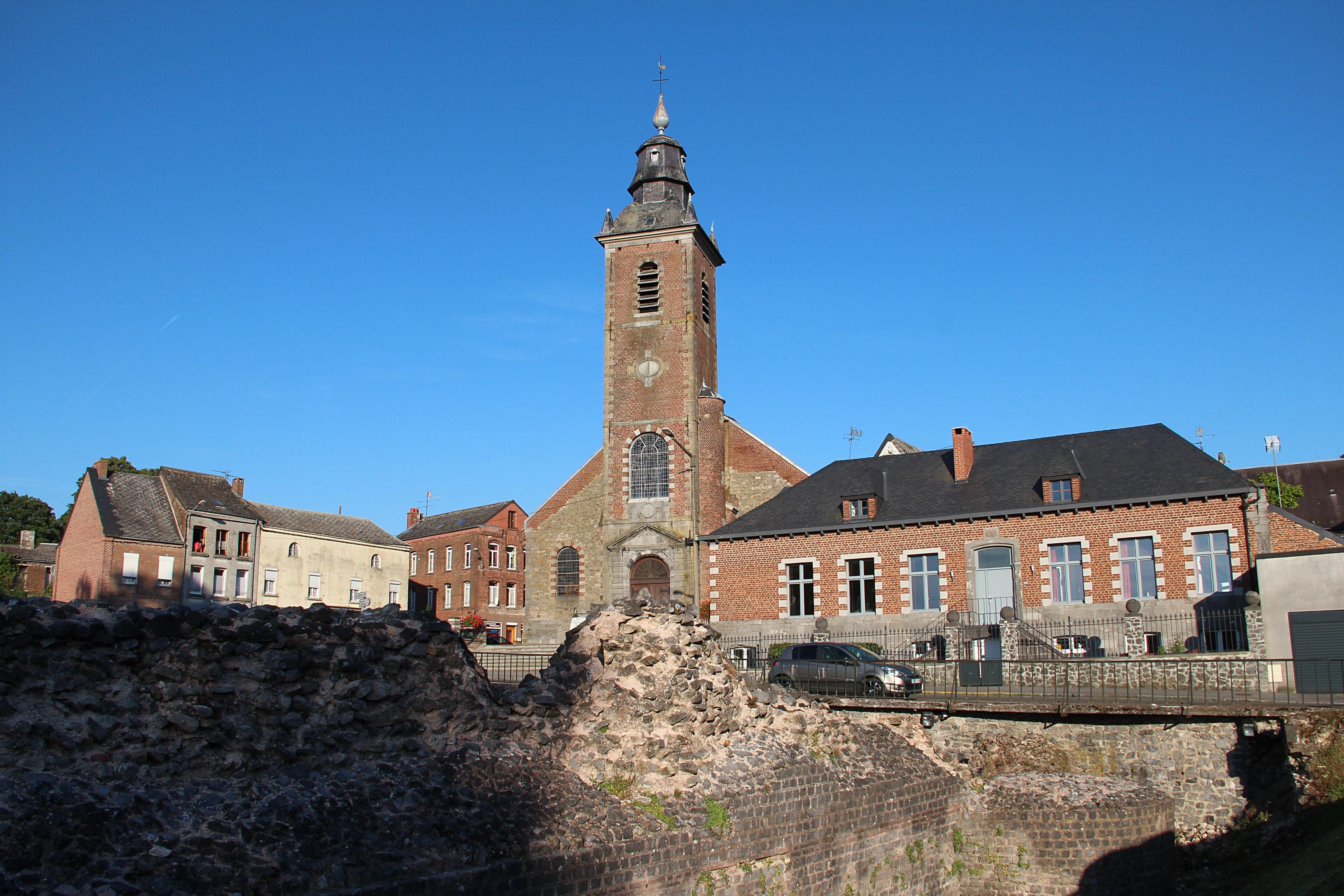
Vestiges du mur d'enceinte.

Placée à un nœud routier, Bavay est le passage obligé entre la Germanie et le port de guerre de Boulogne-sur-Mer, tête de pont vers la Bretagne (actuelle Grande-Bretagne). Les autres voies, sept au total dont une coupée au nord par la plus récente D649, relient Bavay aux chefs-lieux des cités voisines (Amiens via Arras, Tongres, Cassel, Trèves à l'est et Reims au sud). Sa position est évidemment stratégique, mais très vite ces voies à vocation militaire (le futur empereur Tibère transite à Bavay avec ses armées vers l'an 4) sont utilisées à des fins commerciales.
La ville se développe à l'époque julio-claudienne et surtout sous les Flaviens (fin du Ier siècle). De grands monuments sont construits : un forum, des thermes alimentés par un aqueduc amenant les eaux d'une fontaine (Fontaine Saint-Éloi) située à  Floursies à une vingtaine de kilomètres, et d'autres bâtiments, semble-t-il à caractère officiel, ornent la ville.

### Moyen Âge
Les fouilles sur le forum romain ont permis la mise au jour de céramiques des IXe et Xe siècles. L'histoire de la ville à cette période étant mal connue, on se référera pour les grandes lignes à l'histoire du comté de Hainaut. Il est probable que le forum romain a été aménagé en ensemble défensif, certains documents postérieurs faisant référence au viel castel.
Au XIIe siècle, la région de Bavay fait partie du comté de Hainaut, et la ville est chef-lieu d'une prévôté.
Aux XIIIe et XIVe siècles, la ville est fortifiée, le dessin de l'enceinte médiévale et de son importante levée de terre apparaît encore aujourd'hui. La ville est le siège d'une prévôté.

### Époque moderne
En 1433, le comté de Hainaut dont Bavay fait partie devient partie intégrante des Pays-Bas bourguignons très prospères.
En 1519, les Pays-Bas bourguignons deviennent partie intégrante de l'empire de Charles Quint, période également très prospère.
En 1555, Charles Quint divise son empire et donne les Pays-Bas dont Bavay fait partie à son fils Philippe II.
Bavay fait alors partie des Pays-Bas espagnols jusqu'en 1678, date de l'annexion du Sud des Pays-Bas espagnols par le royaume de France, conformément aux termes du traité de Nimègue.
Le rattachement valut cependant à la ville de ne jamais être fortifiée.
À la fin du XVIIIe siècle, Jean-Philippe-René-Joseph d'Yve (Famille d'Yve) est vicomte de Bavay. Il a pour épouse Isabelle-Thérèse de Romrée.
Louvignies-Bavay fusionne avec Bavay en 1946.

### Révolution française
La ville est prise par les Autrichiens, qui entrent dans la ville le 21 juillet 1792.

## Politique et administration

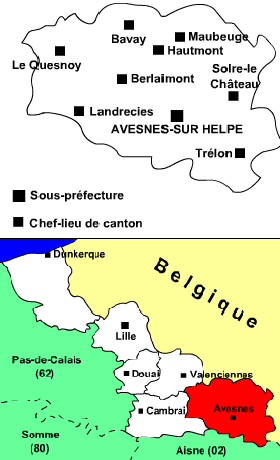
L'arrondissement d'Avesne-sur-Helpe.

### Rattachements administratifs et électoraux
La commune se trouve dans l'arrondissement d'Avesnes-sur-Helpe du département du Nord. Pour l'élection des députés, elle fait partie depuis 2012 de la troisième circonscription du Nord.
Elle était depuis 1793 le chef-lieu du canton de Bavay. Dans le cadre du redécoupage cantonal de 2014 en France, la commune est désormais rattachée au canton d'Aulnoye-Aymeries.

### Intercommunalité
La ville était le siège de la Communauté de communes du Bavaisis, créée fin 1993.
Dans le cadre de la mise en œuvre du schéma départemental de coopération intercommunale du  Nord, cette intercommunalité fusionne avec ses voisines, créant, le 1er janvier 2014 la communauté de communes du Pays de Mormal, dont le bourg est désormais membre.

### Liste des maires
Alban Voisin a été député de la 23e circonscription du Nord du 30 juin 1968 au 1er avril 1973.
Marc Berquet a été président de la communauté de communes du Bavaisis à partir de sa création fin 1993. Alain Fréhaut, cadre d'entreprise, a été président de cette même intercommunalité de 2008 jusqu'à la fusion de celle-ci avec deux autres intercommunalités pour former au 1er janvier 2014 la Communauté de communes du pays de Mormal. Il meurt en cours de mandat.
Président de l'administration municipale sous la Révolution française : Crapez, membre du conseil d'arrondissement d'Avesnes-sur-Helpe en 1802-1803.
Maire de 1802 à 1807 : Pierre Massard, officier de santé,.
Maire en 1808 :Hennet.
Maire en 1931 : Eugène Donain, imprimeur, membre du conseil d'arrondissement.
Maire en 1939 : Druet.
| Identité                                                                  | Période      | Période                                    | Durée             | Étiquette                                        |
| Identité                                                                  | Début        | Fin                                        | Durée             | Étiquette                                        |
| ------------------------------------------------------------------------- | ------------ | ------------------------------------------ | ----------------- | ------------------------------------------------ |
| Eugène Donain (d)                                                         | 1945         | 1950                                       | 5 ans             |                                                  |
| Henry Torchy (d)                                                          | 1950         | mai 1953                                   | 3 ans             |                                                  |
| Maxime Boulanger (d)                                                      | mai 1953     | mars 1965                                  | 11 ans et 10 mois |                                                  |
| Alban Voisin (28 mars 1915 - 15 octobre 2002)                             | mars 1965    | mars 1977                                  | 12 ans            | Union des démocrates pour la République          |
| Paul Dupont (d) (né au XXe siècle)                                        | mars 1977    | mars 1989                                  | 12 ans            |                                                  |
| André Gravez (d)                                                          | mars 1989    | juin 1995                                  | 6 ans et 3 mois   |                                                  |
| Marc Berquet (d) (26 septembre 1931 - 25 octobre 2013)                    | juin 1995    | mars 2001                                  | 5 ans et 9 mois   | indépendant                                      |
| Alain Fréhaut (d), (13 juillet 1950 - 1er octobre 2019)                   | mars 2001    | 1er octobre 2019 (mort en cours de mandat) | 18 ans et 7 mois  | indépendant Union des démocrates et indépendants |
| Par intérim : Francine Cailleux-Caucheteux (d) (née le 30 septembre 1953) | octobre 2019 | 2020                                       | 1 an              | Parti socialiste                                 |
| Francine Cailleux-Caucheteux (d) (née le 30 septembre 1953)               | 2020         | En cours                                   | 5 ans             | Parti socialiste                                 |

### Politique environnementale
Le Plan Local d'Urbanisme Intercommunal (P.L.U.I.) reprend par zone la politique environnementale de la commune. On y retrouve en particulier la gestion des eaux pluviales et celle des eaux usées, ainsi que les espèces végétales autorisées pour les plantations de haies, massifs, arbres et arbustes.
On y trouve également les haies bocagères protégées, pour lesquelles l'arrachage est interdit.
Les cahiers des charges des futures résidences intégreront également les préoccupations environnementales.

### Jumelages
Bavay n'est officiellement jumelée avec aucune autre commune.

## Population et société

### Démographie

#### Évolution démographique
L'évolution du nombre d'habitants est connue à travers les recensements de la population effectués dans la commune depuis 1793. Pour les communes de moins de 10 000 habitants, une enquête de recensement portant sur toute la population est réalisée tous les cinq ans, les populations de référence des années intermédiaires étant quant à elles estimées par interpolation ou extrapolation. Pour la commune, le premier recensement exhaustif entrant dans le cadre du nouveau dispositif a été réalisé en 2004.

En 2022, la commune comptait 3 240 habitants, en évolution de −3,28 % par rapport à 2016 (Nord : +0,51 %, France hors Mayotte : +2,11 %).
| 1793  | 1800  | 1806  | 1821  | 1831  | 1836  | 1841  | 1846  | 1851  |
| ----- | ----- | ----- | ----- | ----- | ----- | ----- | ----- | ----- |
| 1 339 | 1 455 | 1 484 | 1 617 | 1 635 | 1 650 | 1 601 | 1 620 | 1 635 |

| 1856  | 1861  | 1866  | 1872  | 1876  | 1881  | 1886  | 1891  | 1896  |
| ----- | ----- | ----- | ----- | ----- | ----- | ----- | ----- | ----- |
| 1 587 | 1 646 | 1 765 | 1 777 | 1 851 | 1 863 | 1 837 | 1 854 | 1 960 |

| 1901  | 1906  | 1911  | 1921  | 1926  | 1931  | 1936  | 1946  | 1954  |
| ----- | ----- | ----- | ----- | ----- | ----- | ----- | ----- | ----- |
| 1 910 | 1 799 | 1 941 | 1 772 | 1 800 | 1 803 | 1 886 | 2 602 | 2 942 |

| 1962  | 1968  | 1975  | 1982  | 1990  | 1999  | 2004  | 2006  | 2009  |
| ----- | ----- | ----- | ----- | ----- | ----- | ----- | ----- | ----- |
| 3 024 | 3 377 | 3 746 | 4 193 | 3 751 | 3 581 | 3 436 | 3 396 | 3 520 |

| 2014  | 2019  | 2022  | - | - | - | - | - | - |
| ----- | ----- | ----- | - | - | - | - | - | - |
| 3 354 | 3 264 | 3 240 | - | - | - | - | - | - |

#### Pyramide des âges
La population de la commune est relativement jeune.
En 2018, le taux de personnes d'un âge inférieur à 30 ans s'élève à 33,9 %, soit en dessous de la moyenne départementale (39,5 %). À l'inverse, le taux de personnes d'âge supérieur à 60 ans est de 31,1 % la même année, alors qu'il est de 22,5 % au niveau départemental.
En 2018, la commune comptait 1 545 hommes pour 1 750 femmes, soit un taux de 53,11 % de femmes, légèrement supérieur au taux départemental (51,77 %).
Les pyramides des âges de la commune et du département s'établissent comme suit.
| Hommes | Classe d’âge | Femmes |
| ------ | ------------ | ------ |
| 0,6    | 90 ou +      | 2,5    |
| 6,4    | 75-89 ans    | 11,5   |
| 18,7   | 60-74 ans    | 21,7   |
| 19,5   | 45-59 ans    | 17,3   |
| 16,5   | 30-44 ans    | 17,0   |
| 17,9   | 15-29 ans    | 14,1   |
| 20,3   | 0-14 ans     | 15,9   |

| Hommes | Classe d’âge | Femmes |
| ------ | ------------ | ------ |
| 0,5    | 90 ou +      | 1,4    |
| 5,3    | 75-89 ans    | 8,1    |
| 14,8   | 60-74 ans    | 16,2   |
| 19,1   | 45-59 ans    | 18,4   |
| 19,5   | 30-44 ans    | 18,7   |
| 20,7   | 15-29 ans    | 19,1   |
| 20,2   | 0-14 ans     | 18     |

### Enseignement
Bavay fait partie de l'académie de Lille. Elle possède 3 écoles maternelles publiques (rue des allées rue Petitjean et groupe scolaire de l'Atrium) et 1 école maternelle privée (rue de Gommeries), 2 écoles primaires publiques (rue Pierre Mathieu et groupe scolaire de l'Atrium) et 1 école primaire privée (rue de Gommeries), un collège public Jehan Lemaire de Belges (rue du Vieux-chemin) et un collège privé Notre-Dame de l'Assomption (rue de la Chaussée), un lycée public (Place Charles De Gaulle) le lycée des Nerviens et un lycée privé Notre-Dame de l'Assomption (rue de la Chaussée).

### Santé
Bavay offre une ressource médicale très complète composée de nombreux médecins, kinés, infirmiers, dentistes, ambulances, 2 orthophonistes, 3 pharmacies, 1 laboratoire d'analyses médicales, 1 EHPAD de 69 lits, 2 vétérinaires, 1 relais PMI et 1 antenne de la CARSAT & de la CPAM.

### Sports
Il existe à Bavay 2 salles omnisports, 1 stade de football, des aires de jeux, 1 parc municipal, la réserve naturelle régionale de la carrière des Nerviens, 1 espace naturel en cours d'aménagement à Louvignies, 1 sentier de randonnée pédestre ‘le sentier des sources' avec son lavoir, 1 aire de camping-car gratuite.

### Droit et sécurité
Il existe à Bavay 2 offices notariaux (Maître Léturgie rue de la Chaussée et Maitre Dupas rue des Platanes), des cabinets d'huissier et d'avocats.
Dans le domaine de la prévention/sécurité, une antenne du SDIS rue des remparts, 1 caserne de la Gendarmerie Nationale rue Eugène Mascart, une police municipale Avenue de Louvignies.
Une antenne du Trésor Public se trouve Place Charles De Gaulle. L'agence de la Poste se tient elle rue de Gommeries.
Dans le domaine social, 1 CCAS et une permanence de la CAF en Mairie, 1 antenne de la CCPM Place du 11-Novembre et 1 antenne de la CPAM rue des Glatignies.

### Cultes

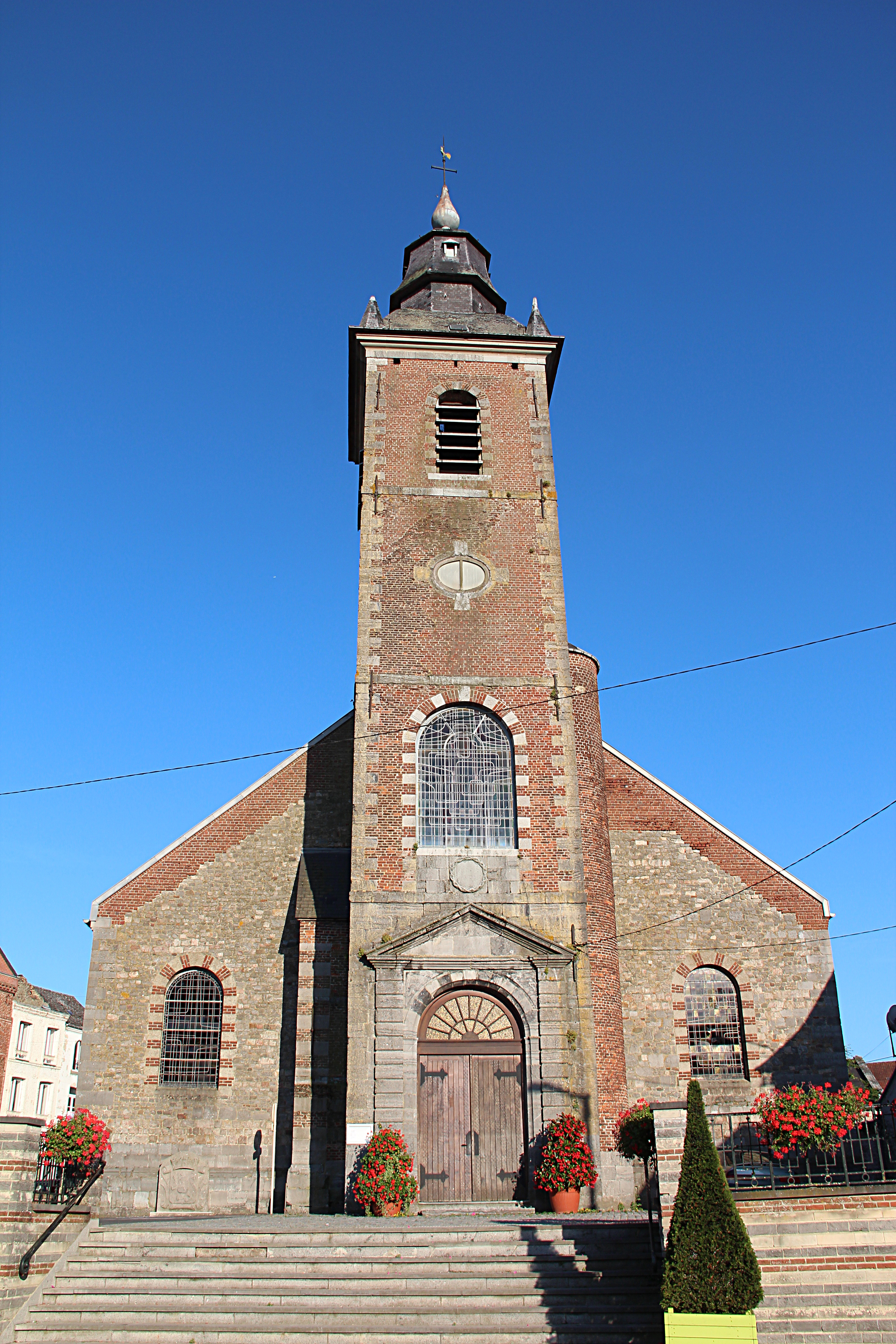
l'église Notre-Dame de l'Assomption

Il y a sur le territoire communal 2 églises du culte catholique : l'église Notre-Dame de l'Assomption dite église du centre rue de Gommeries et l'église Saint-Nicolas rue de Fréhart à Louvignies.
Il existe également une salle de réunion pour le culte des témoins de Jéhovah 8 rue du Quesnoy.

## Économie

### Revenus de la population et fiscalité
En 2006, le revenu moyen par foyer était de 17981 euros (source CAF2006).
En 2010, le revenu fiscal médian par ménage était de 23 634 €.
En 2011, le revenu moyen par foyer était de 20155 euros (source DGI 2011).

### Emploi
Les 277 entreprises de la commune proposent plus d'un millier d'emplois.

### Entreprises et commerces
Bavay compte au total, au 1er Janvier 2011, 277 entreprises (60% pour le commerce et les services).
Pour la vie quotidienne, il existe à Bavay 4 supermarchés, 1 station service, 5 agences bancaires, 3 boulangeries, plusieurs cafés, bars tabac et restaurants, de nombreux commerces de centre-ville (auto-école, coiffeurs, …), 2 agences immobilières, des artisans dans la plupart des corps de métiers (menuiserie, plomberie/chauffage, maçonnerie, couverture, espaces verts, peinture, …), des garagistes, un centre de contrôle technique.
Il y a également 1 zone industrielle (ZI Forum de Trajan chemin Delmer rue de Maubeuge en entrant dans Bavay) avec une ruche d'entreprises qui ouvrira ses portes prochainement.

## Culture locale et patrimoine

### Lieux et monuments

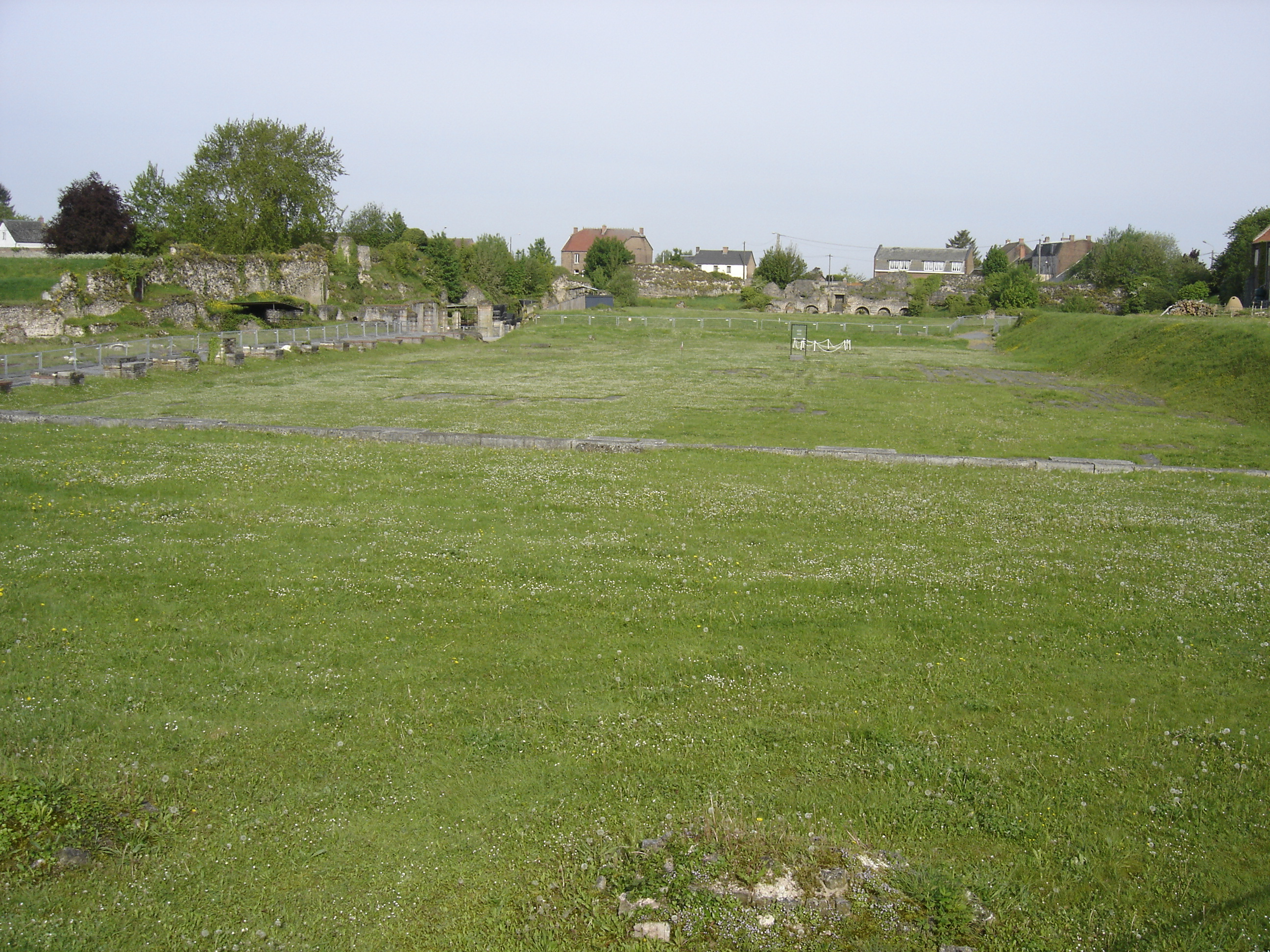
Forum gallo-romain

- Forum datant du Ier siècle dont l'importance a été dévoilée par les bombardements de 1940 qui ont détruit les édifices qui le masquaient. Plusieurs hypocaustes ont été trouvés sous l'église et sous des maisons, appartenant à un ensemble d'au moins cinq hypocaustes qui signent des thermes importants, peut-être publics[46].
- Statue de la reine Brunehaut, sur la place.
- Le cimetière communal de Bavay héberge 12 tombes de la Commonwealth War Graves Commission de soldats, morts vers la fin de la Première Guerre mondiale en août ou novembre 1918[47]
- Les 2 églises de la ville : au centre rue de Gommeries et à Louvignies sur la Place,
- De nombreuses façades classées, aussi bien pour des édifices publics que privés,
- Le kiosque dans le parc municipal.

### Équipement culturel
Bavay possède une bibliothèque municipale accueillante et une salle des fêtes spacieuse.
On peut également y découvrir un musée départemental associé au forum antique, et la maison du Patrimoine et du Tourisme de la CCPM.

### Patrimoine culturel
Un parcours de randonnée, le circuit des sources, permet de découvrir une partie du patrimoine de la commune.

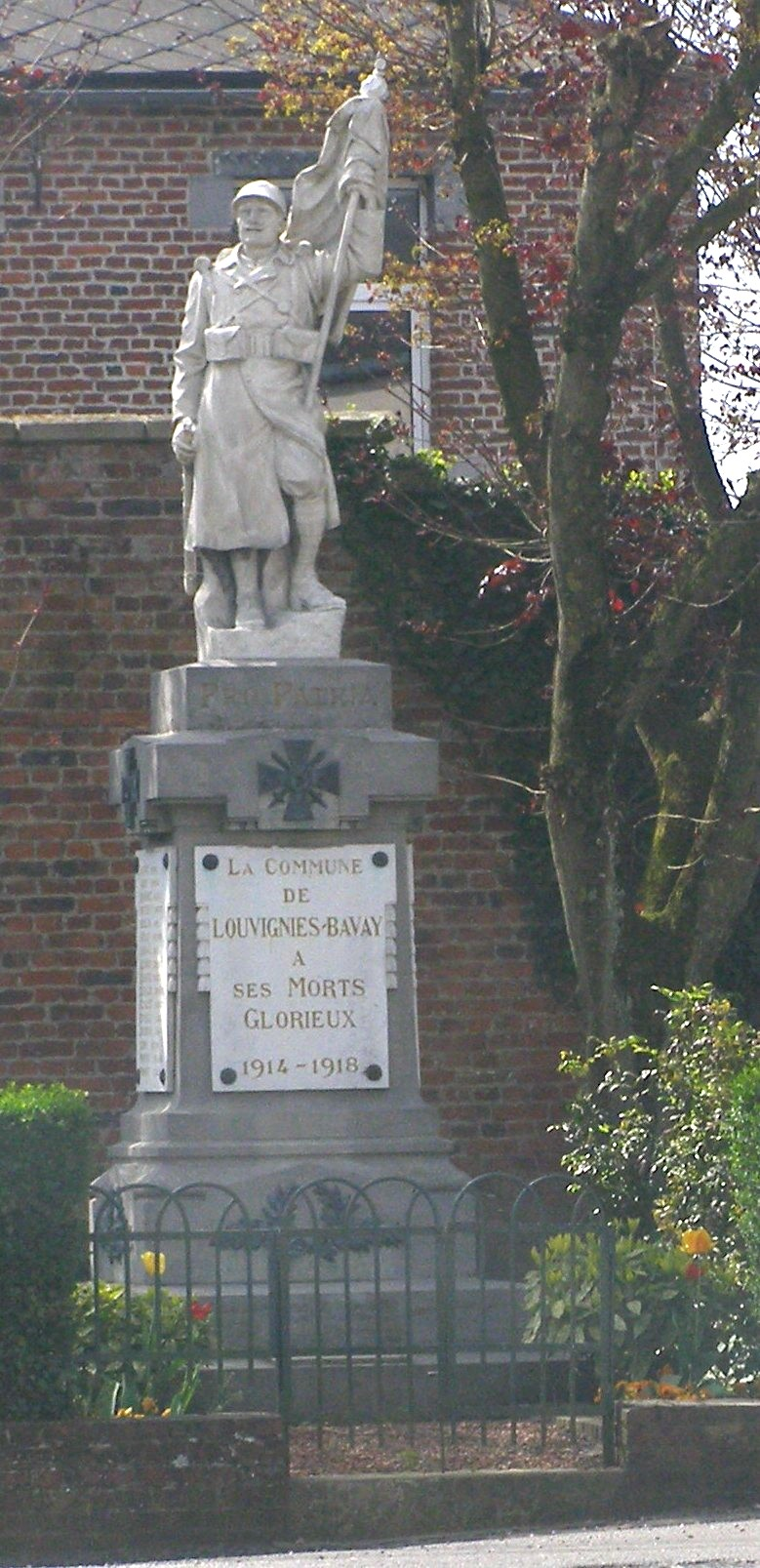
Monument aux morts Louvignies-Bavay
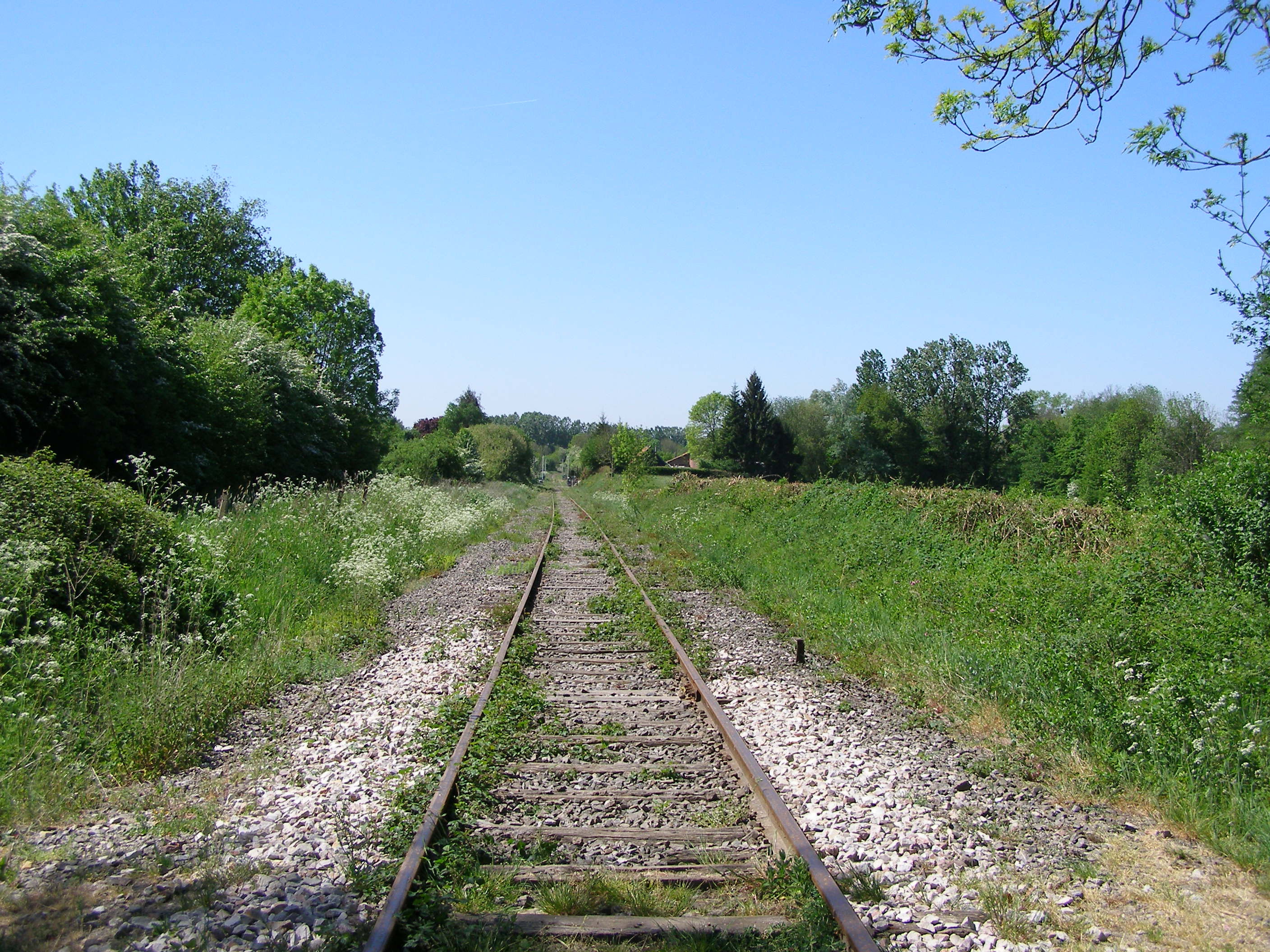
Ancienne voie ferrée
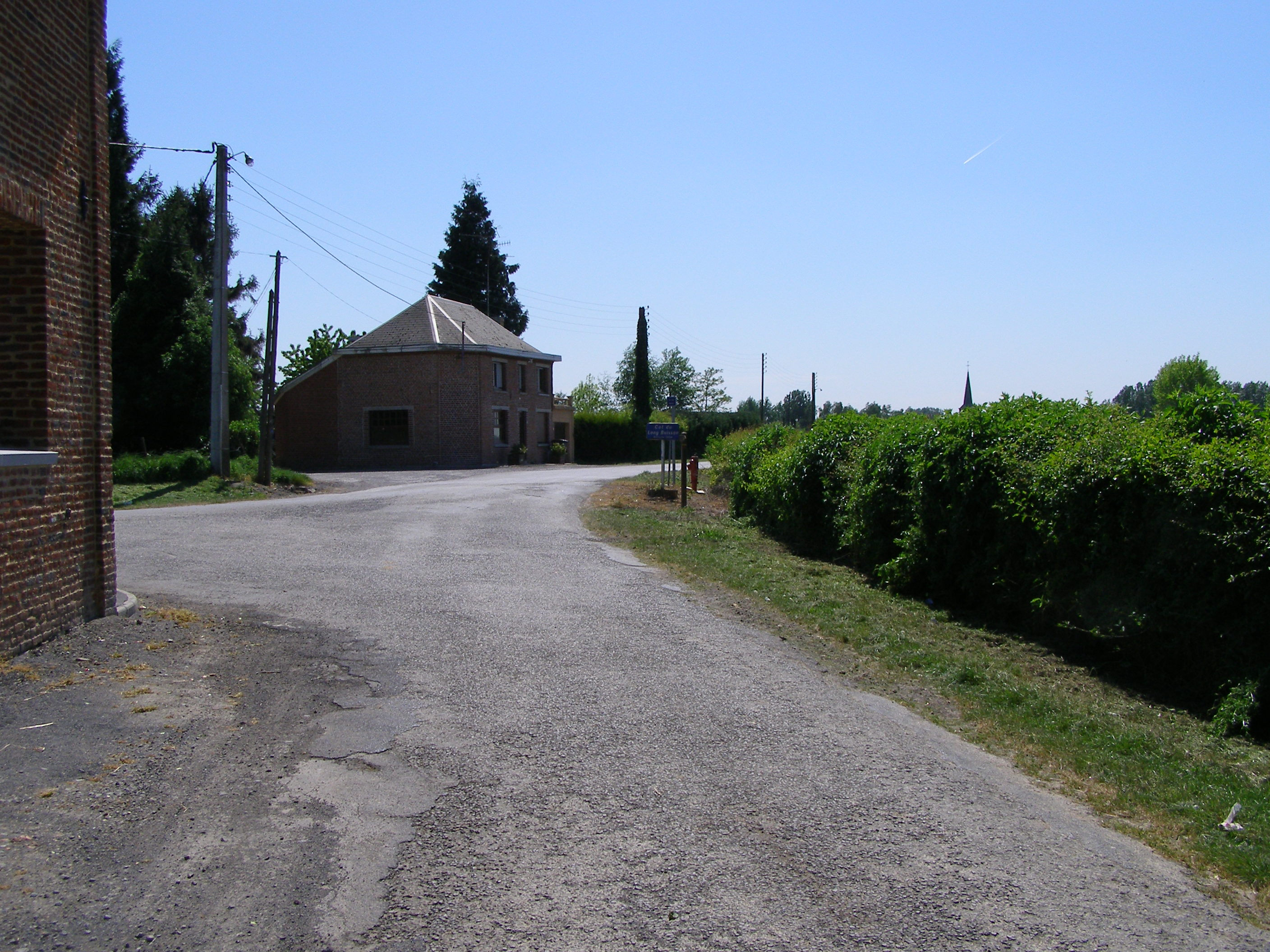
Col du long buisson
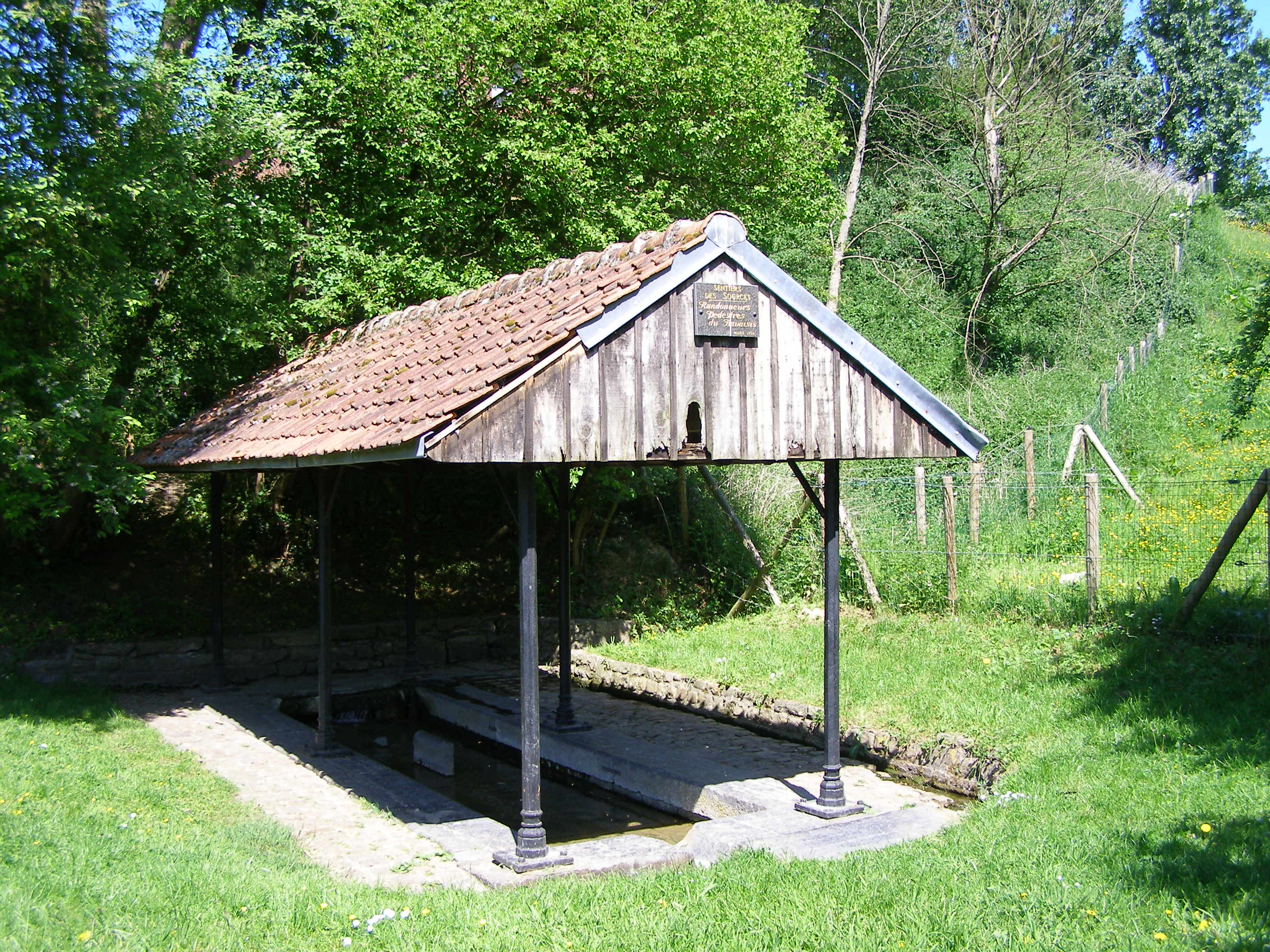
Lavoir
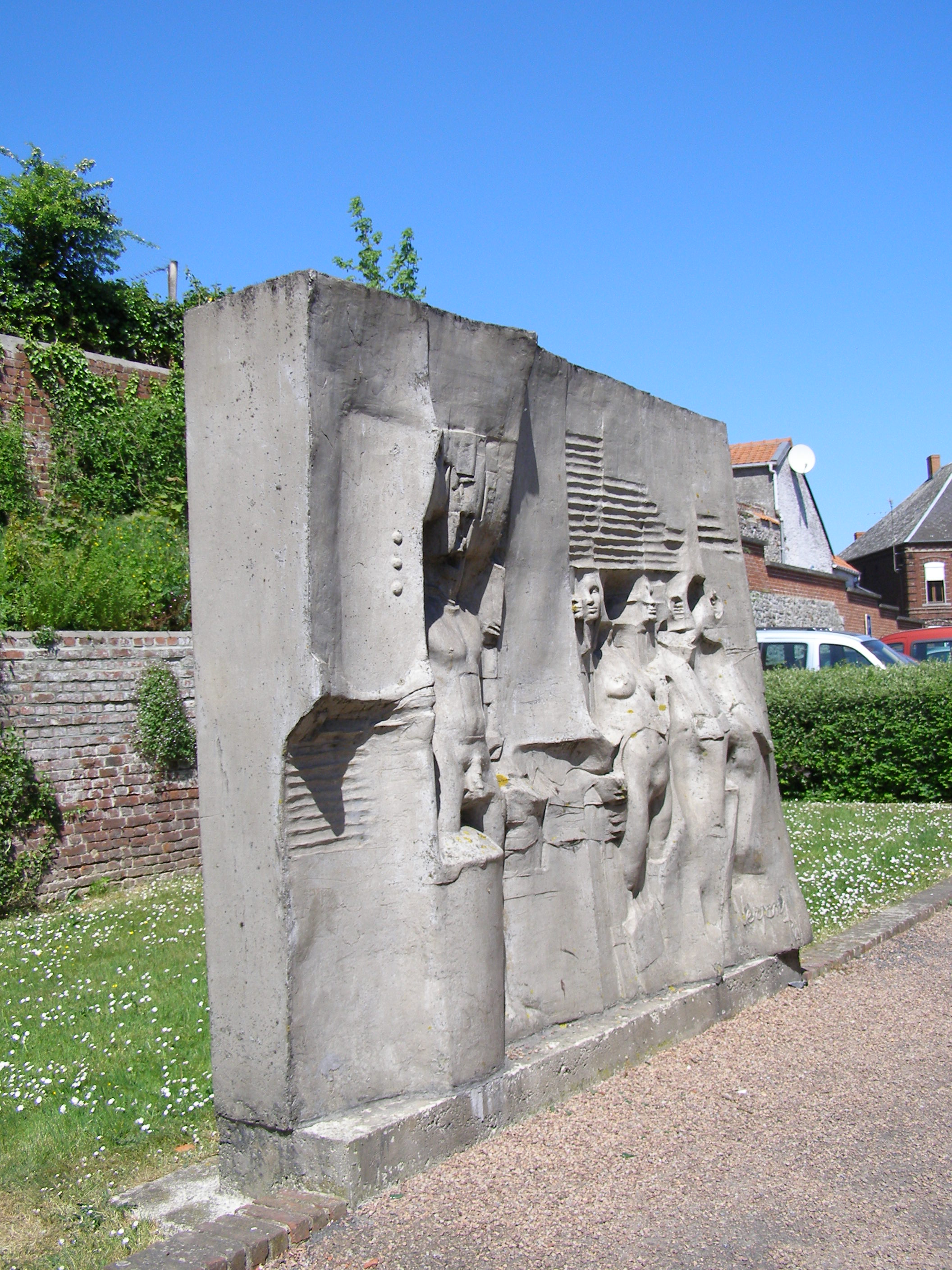
Monument le long de la D932
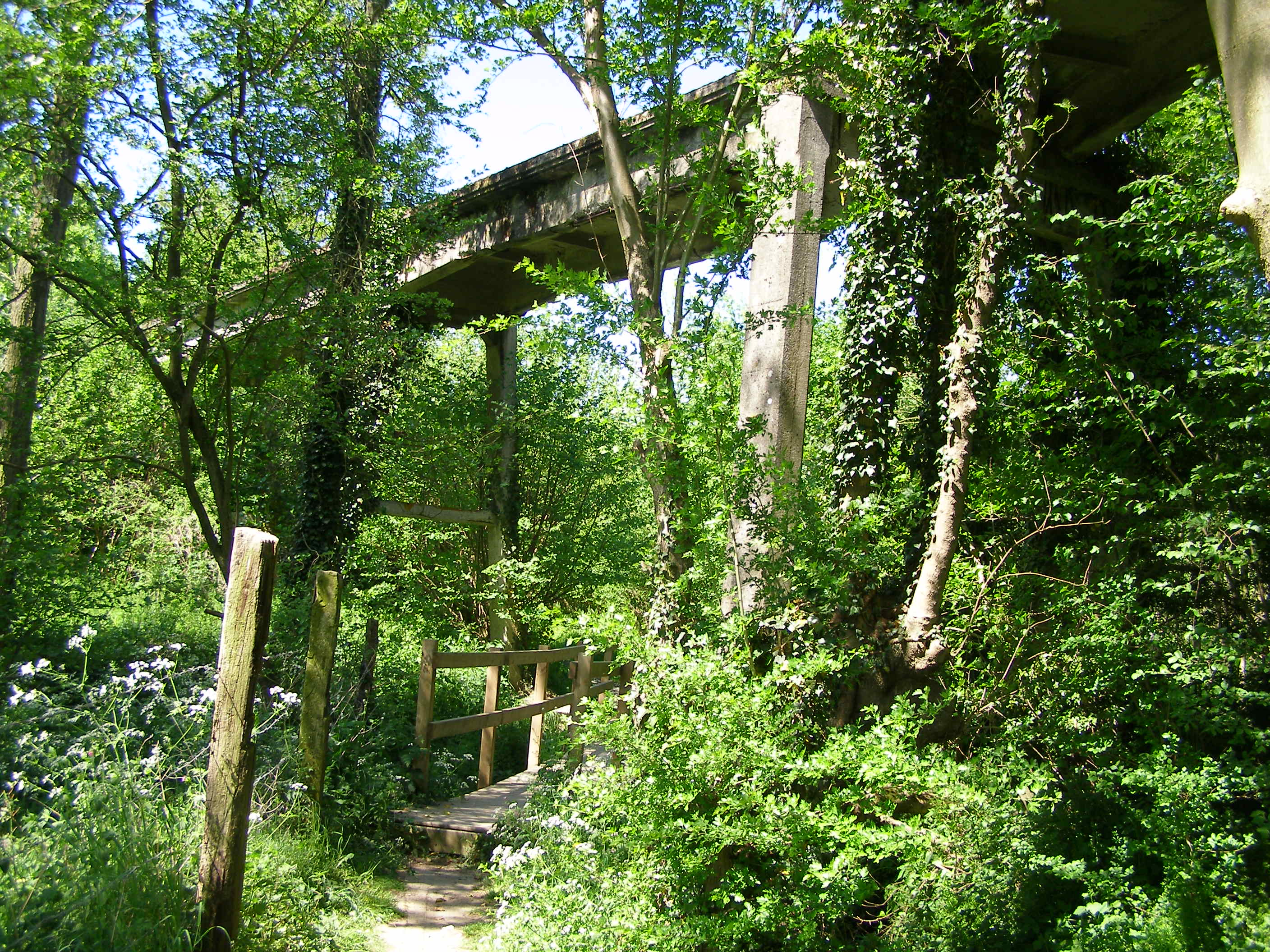
Le pont blanc
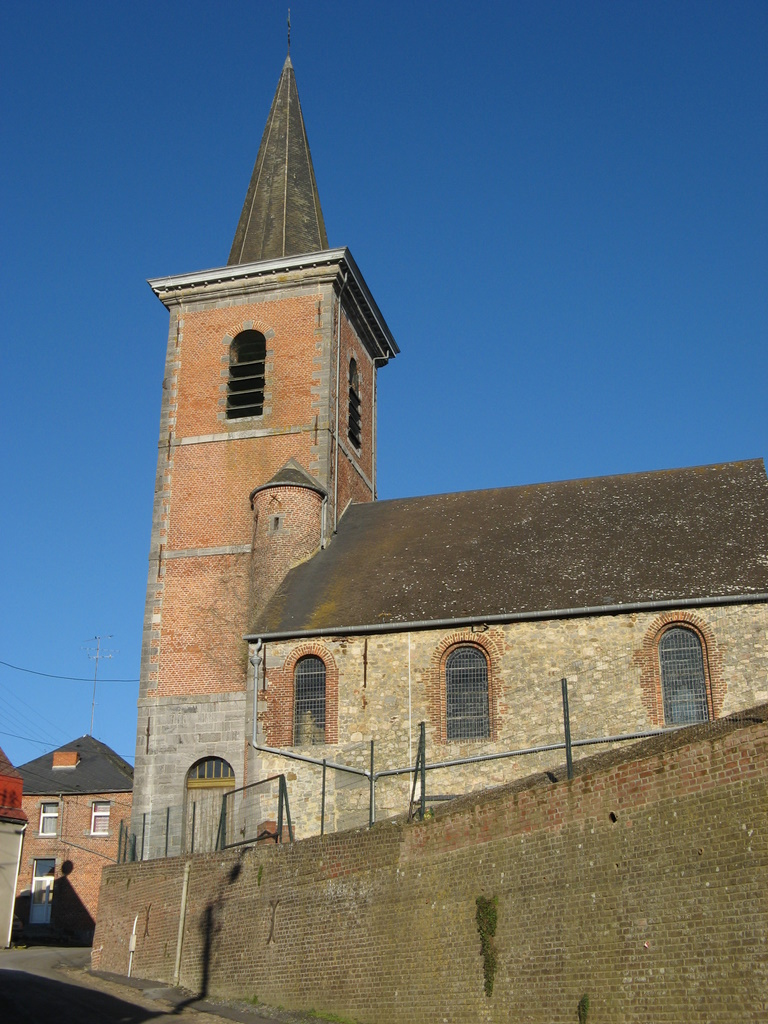
Église de Louvignies-Bavay

### Patrimoine naturel
La Réserve naturelle régionale de la carrière des Nerviens est située en grande partie sur le territoire communal, à un kilomètre du centre-ville.
Bavay a donné son nom à une variété de prunes « reines-claudes ».

### Personnalités liées à la commune
- Jean de Haynin (célèbre chroniqueur connu pour avoir utilisé pour la première fois le terme "Wallon" dans ses écrits), né le 14 octobre 1427 et décédé le 12 mai 1495 en son château à Hainin (Belgique), il est auteur, chevalier, sr de Hainin, de Louvignies (F) à Bavay (où il a eu récemment[Quand ?] une rue à son nom), d'Anfroipret, d'Oby et du Broeucq (à Seclin).

Bien que d'une très ancienne famille de seigneurs de Hainin, il est le premier à y avoir fixé sa demeure ; il y est inhumé en l'église de Hainin avec Marie de Roisin, son épouse depuis 1454 (née septembre 1435, décédée le 21 août 1471).
Entré dans les armes en 1452, il est particulièrement réputé en Belgique pour ses écrits sur ses nombreuses chevauchées dans les troupes des Ducs de Bourgogne. Il a enfin noté de sa main ses origines et dates (naissance ses treize enfants, laissant un blanc pour celle de son décès qu'a rempli François, son fils (Bibliothèque Royale de Bruxelles, ms II 2545 folio 259)
- Jean Lemaire de Belges (né à Belges, aujourd'hui Bavay, en 1473).
- Jean Goudezki (né et mort à Louvignies Bavay, 1866-1934). Auteur, poète, chansonnier du fameux cabaret Le Chat noir, à Paris.
- Maxime Lecomte (homme politique né à Bavay en 1846). Député puis sénateur, il fut rapporteur en 1905 de la loi de séparation des Églises et de l'État devant le Sénat.

### Héraldique
|  | Les armes de Bavay se blasonnent ainsi : « D'argent au lion de gueules chargé sur l'épaule d'un écu d'or au lion de sable. » |

Note : on trouve plus fréquemment : D'argent au lion de gueules; à l'écu d'or chargé d'un lion de sable, "brochant en coeur" ou "sur le tout".

## Pour approfondir